# Couasnes de Saint-Julien-de-Lampon
Le site Couasnes de Saint-Julien-de-Lampon est une zone naturelle d'intérêt écologique, faunistique et floristique (ZNIEFF) française du département de la Dordogne, en région Nouvelle-Aquitaine.

## Situation
Dans le quart sud-est du département de la Dordogne, le site « Couasnes de Saint-Julien-de-Lampon » s'étend sur 261,47 hectares, sur le territoire de trois communes : Carlux, Pechs-de-l'Espérance (territoire de l'ancienne commune de Peyrillac-et-Millac) et Saint-Julien-de-Lampon,.
En termes de superficie, cette ZNIEFF se répartit sur les trois communes de la manière suivante : Saint-Julien-de-Lampon (73 %), Carlux (20 %) et Pechs-de-l'Espérance (7 %).
La zone s'étage entre 80 et 100 mètres d'altitude le long de la Dordogne.

Crue de la Dordogne en janvier 2024.
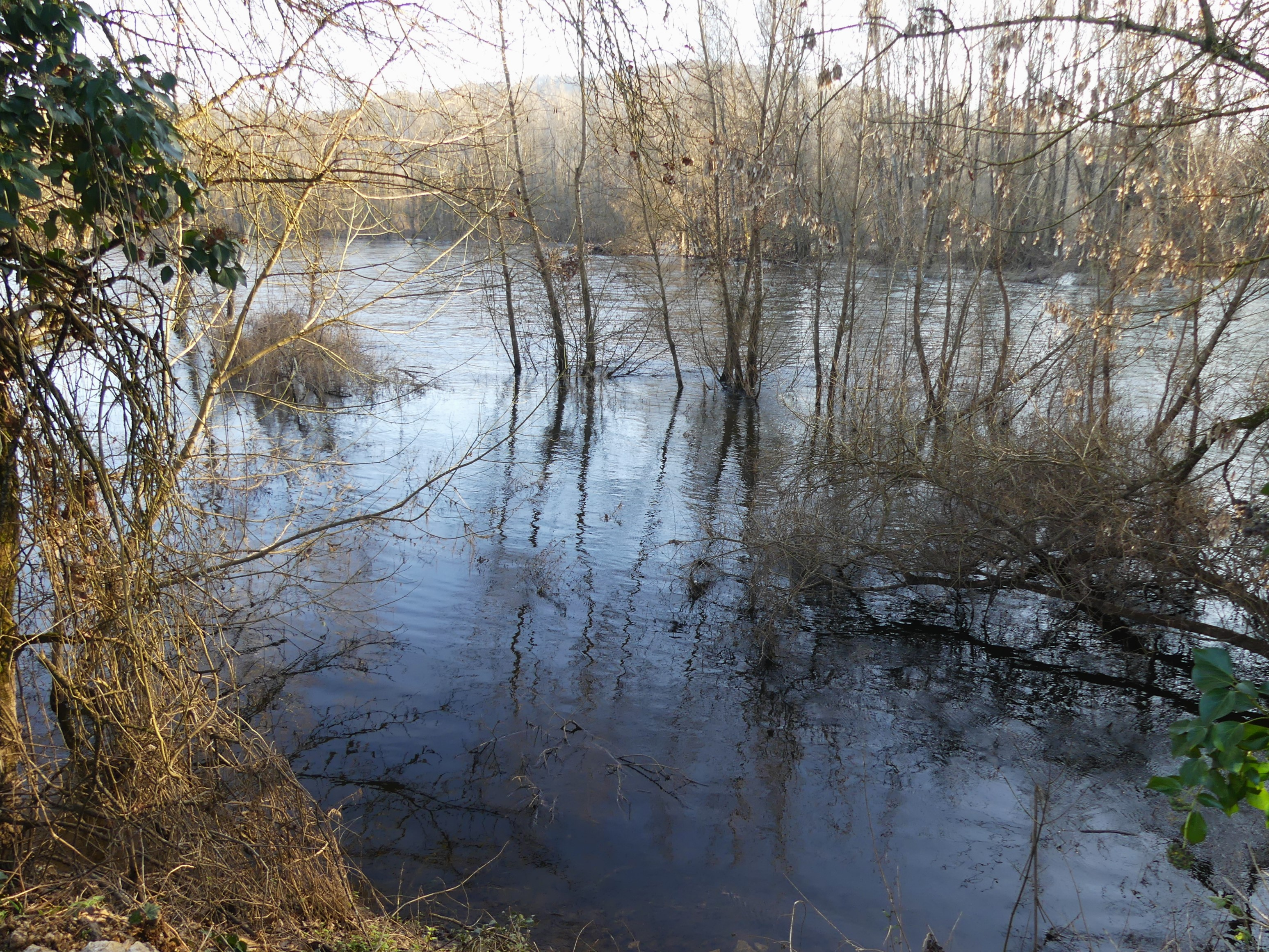
La Dordogne au sud du lieu-dit la Rivière à Carlux.
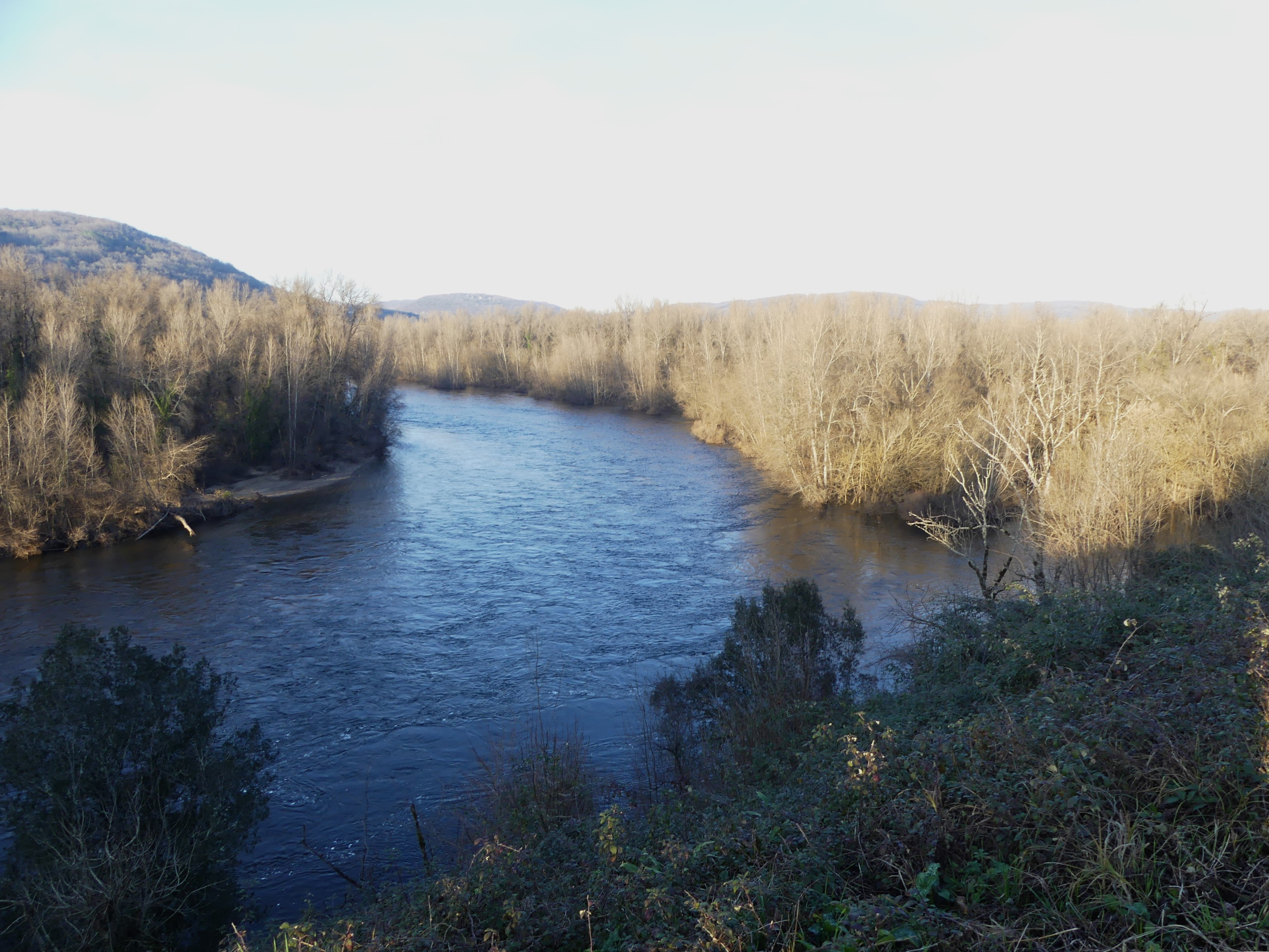
La Dordogne au lieu-dit les Mondoux (ou le Mondou) à Saint-Julien-de-Lampon.
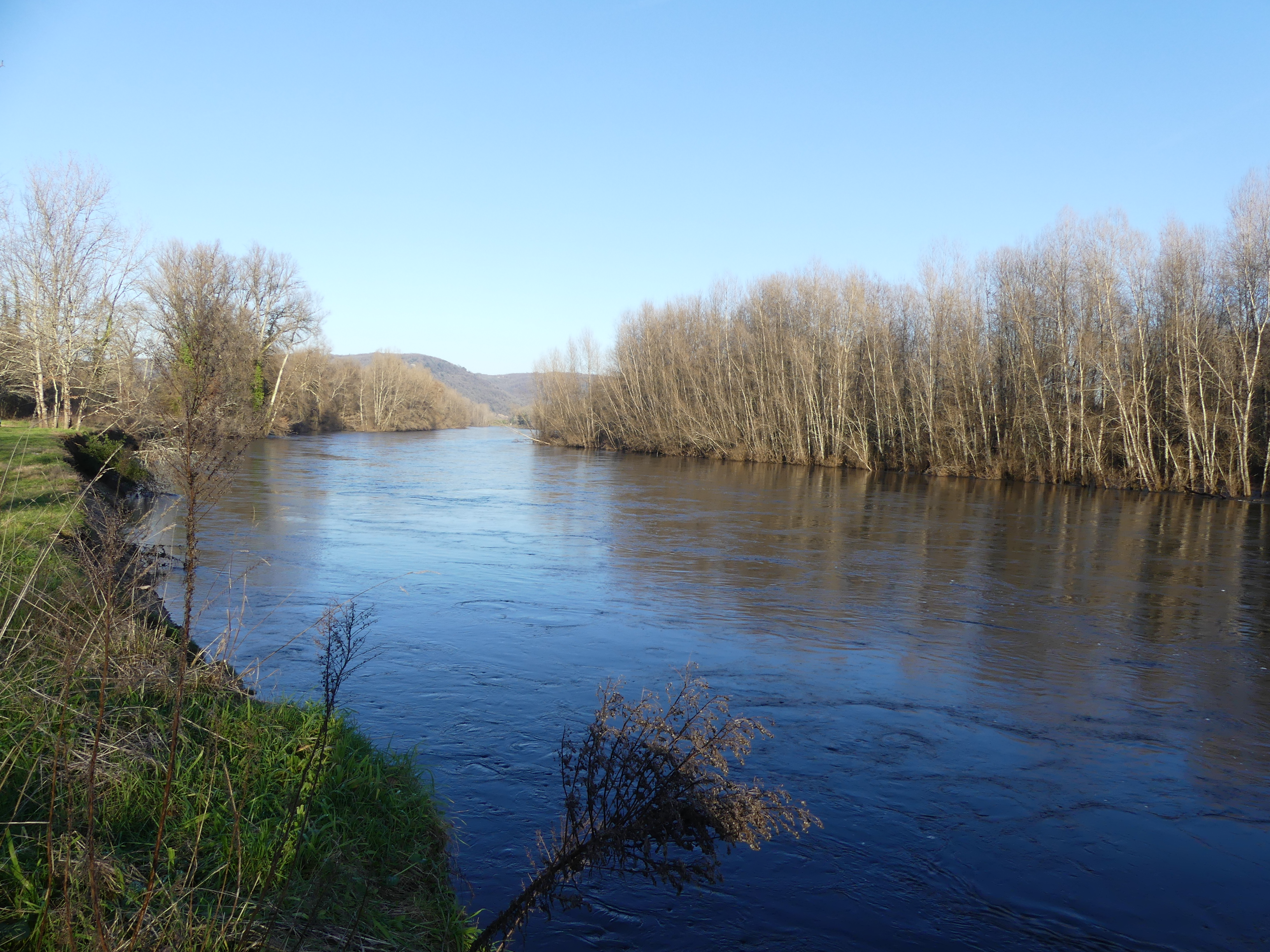
La Dordogne entre les lieux-dits la Borgne de la Dame et les Borgnes de Lavigerie, à Saint-Julien-de-Lampon.
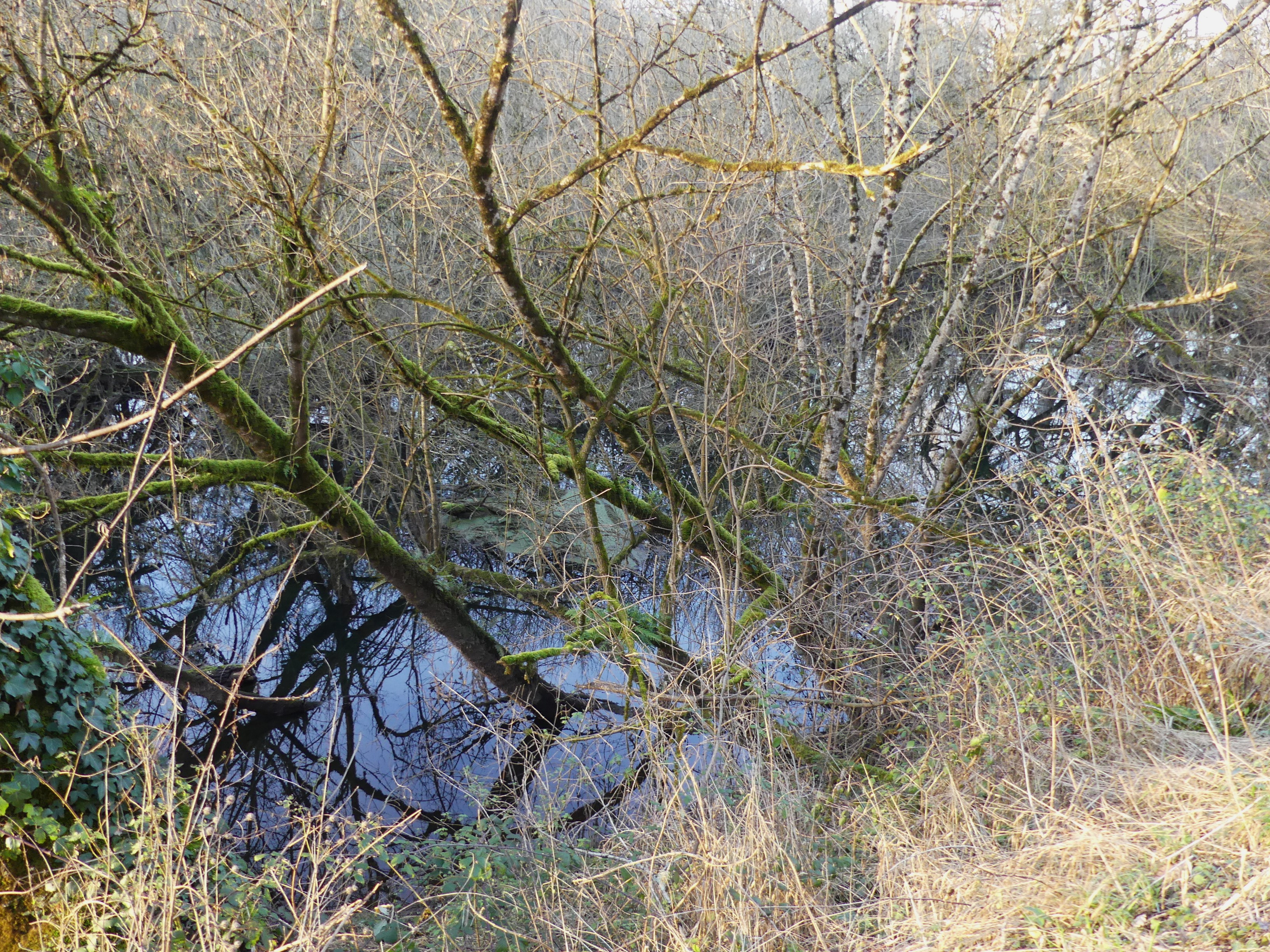
Couasne de la Dordogne au lieu-dit le Tourondel, Saint-Julien-de-Lampon.

## Description
Le site « Couasnes de Saint-Julien-de-Lampon » est une zone naturelle d'intérêt écologique, faunistique et floristique (ZNIEFF) de type 1, c'est-à-dire qu'elle est de superficie réduite, avec des espaces homogènes d’un point de vue écologique et qu'elle abrite au moins une espèce et/ou un habitat rares ou menacés, d'intérêt aussi bien local que régional, national ou communautaire.
Elle est composée du cours de la Dordogne, de ses rives proches et de ses couasnes (bras secondaires pouvant se transformer en bras morts à la saison sèche) depuis l'aval du viaduc de Mareuil à Peyrillac-et-Millac (commune de Pechs-de-l'Espérance) jusqu'au nord du lieu-dit le Colombier à Saint-Julien-de-Lampon ; son intérêt majeur réside dans la présence de 36 espèces déterminantes : cinq de libellules et 31 de plantes.
Des recensements y ont été effectués aux niveaux faunistique et floristique.

## Faune

### Espèces animales déterminantes
Cinq espèces déterminantes d'odonates ont été recensées sur le site en 2014 : la Cordulie à corps fin (Oxygastra curtisii),  le Gomphe à crochets (Onychogomphus uncatus), le Gomphe de Graslin (Gomphus graslinii), le Gomphe semblable (Gomphus simillimus) et le Gomphe vulgaire (Gomphus vulgatissimus).

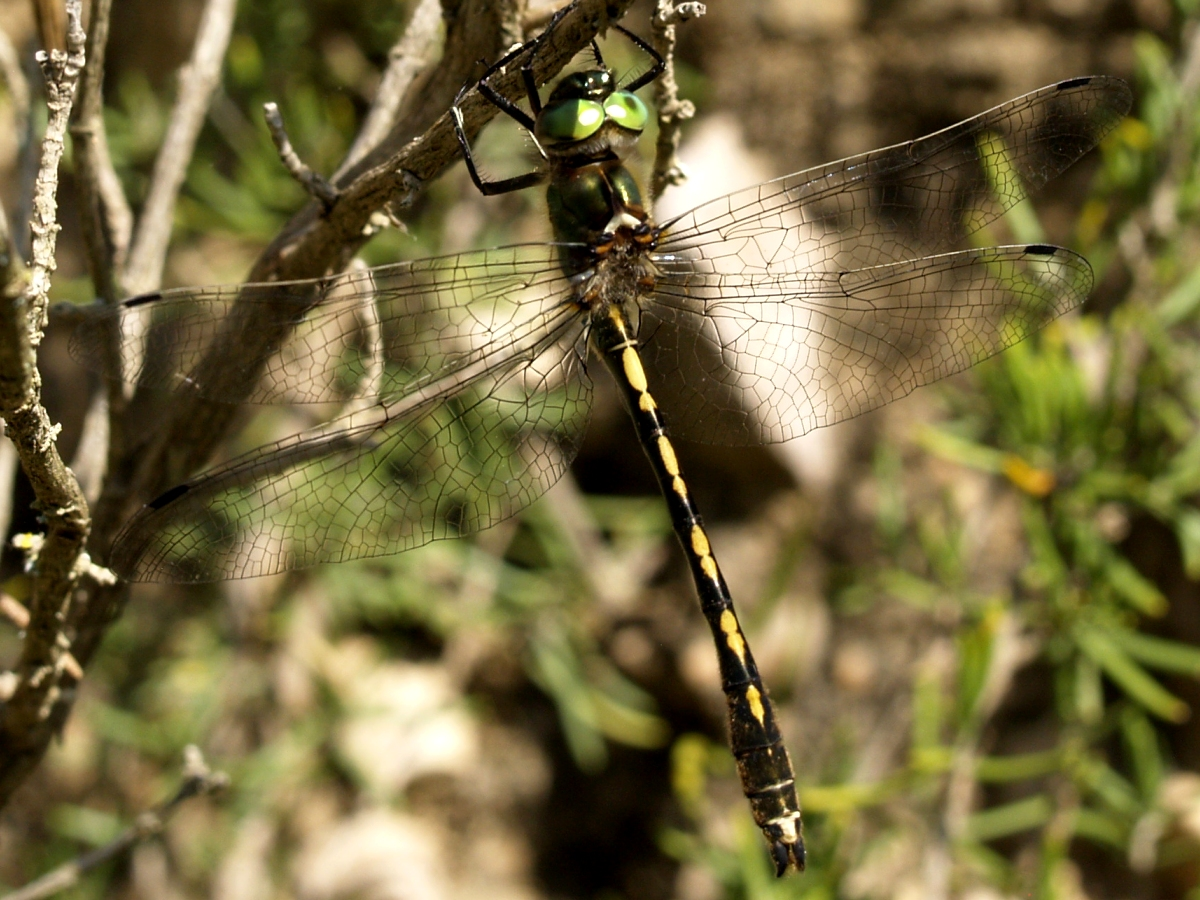
Cordulie à corps fin.
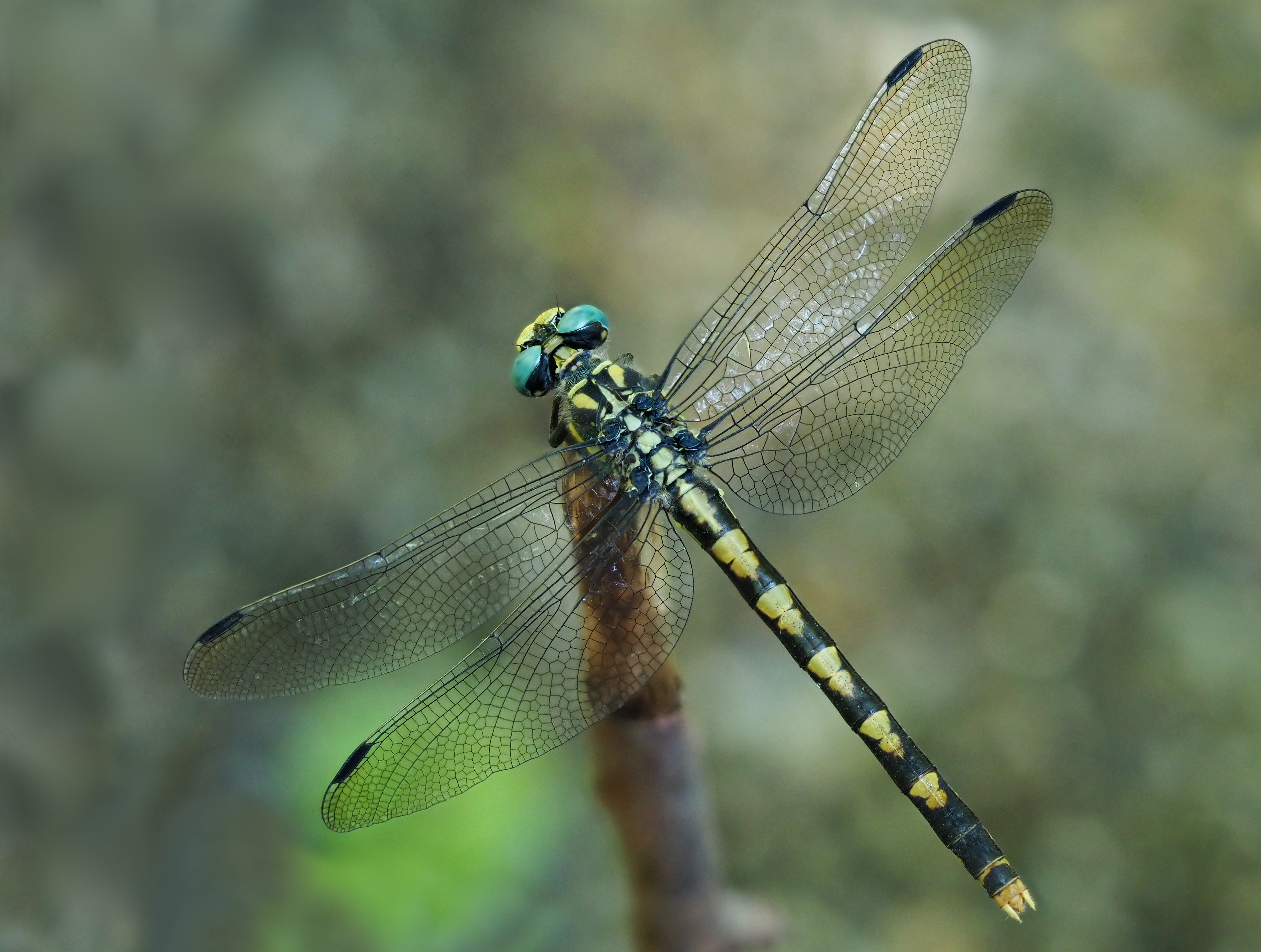
Gomphe à crochets femelle.
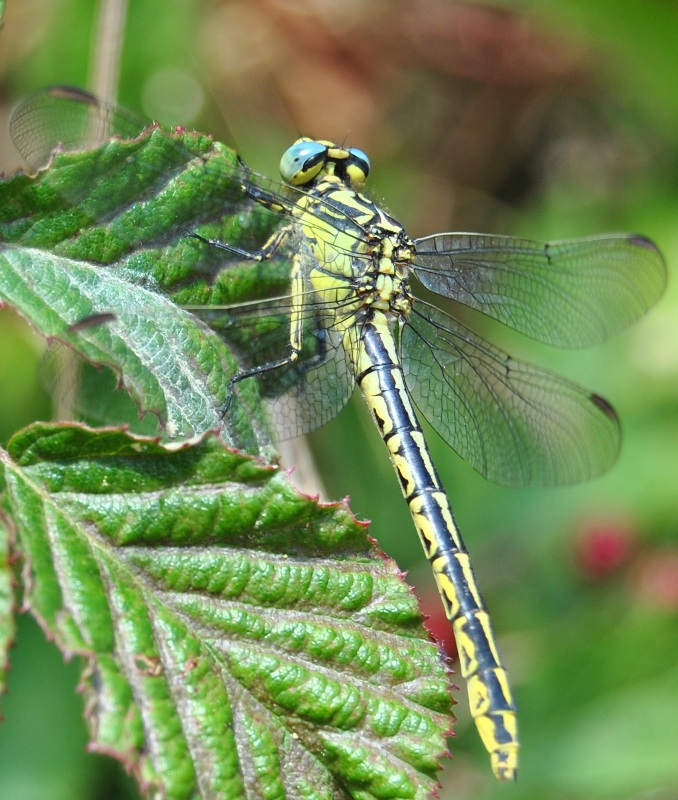
Gomphe de Graslin.
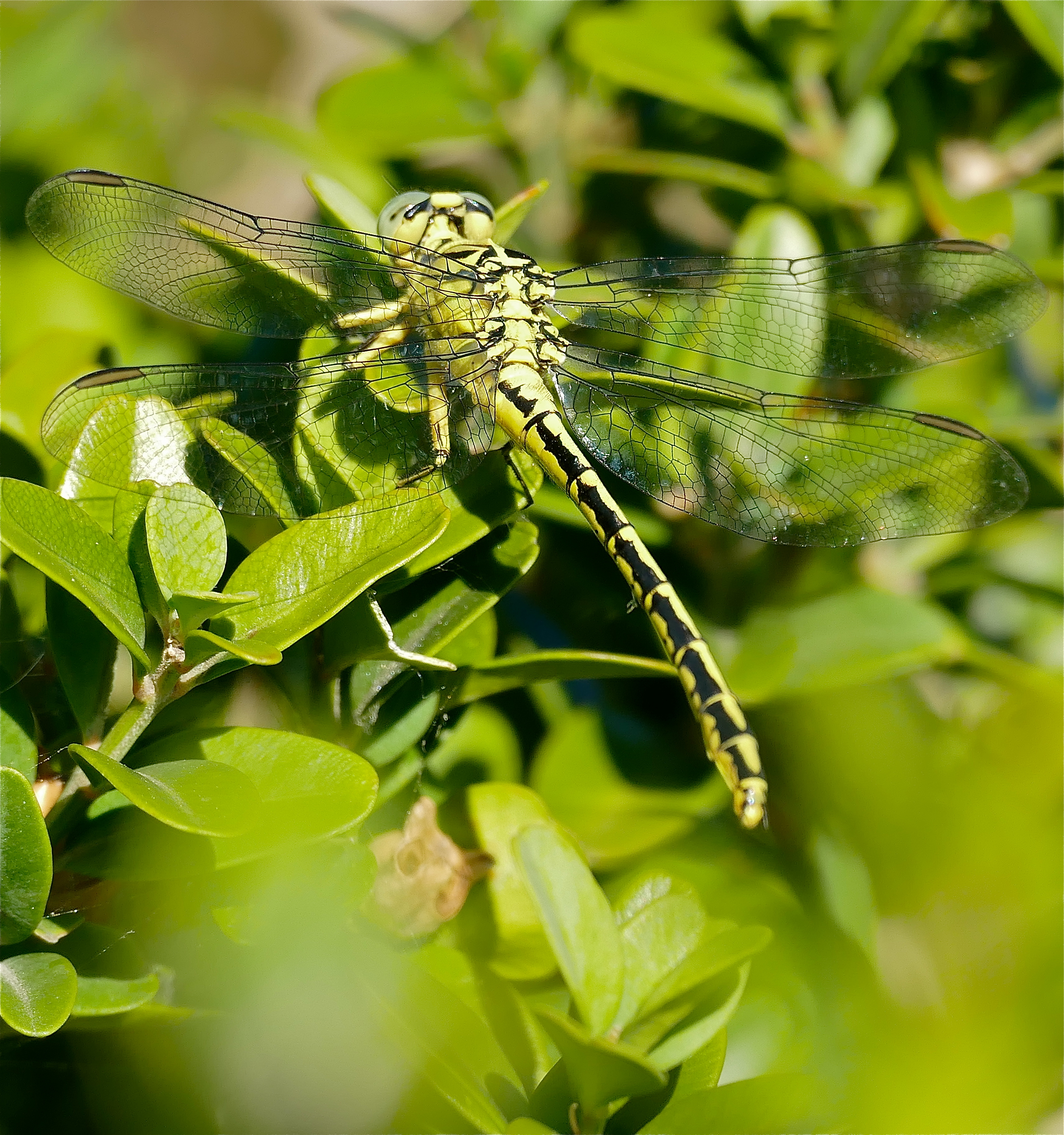
Gomphe semblable.
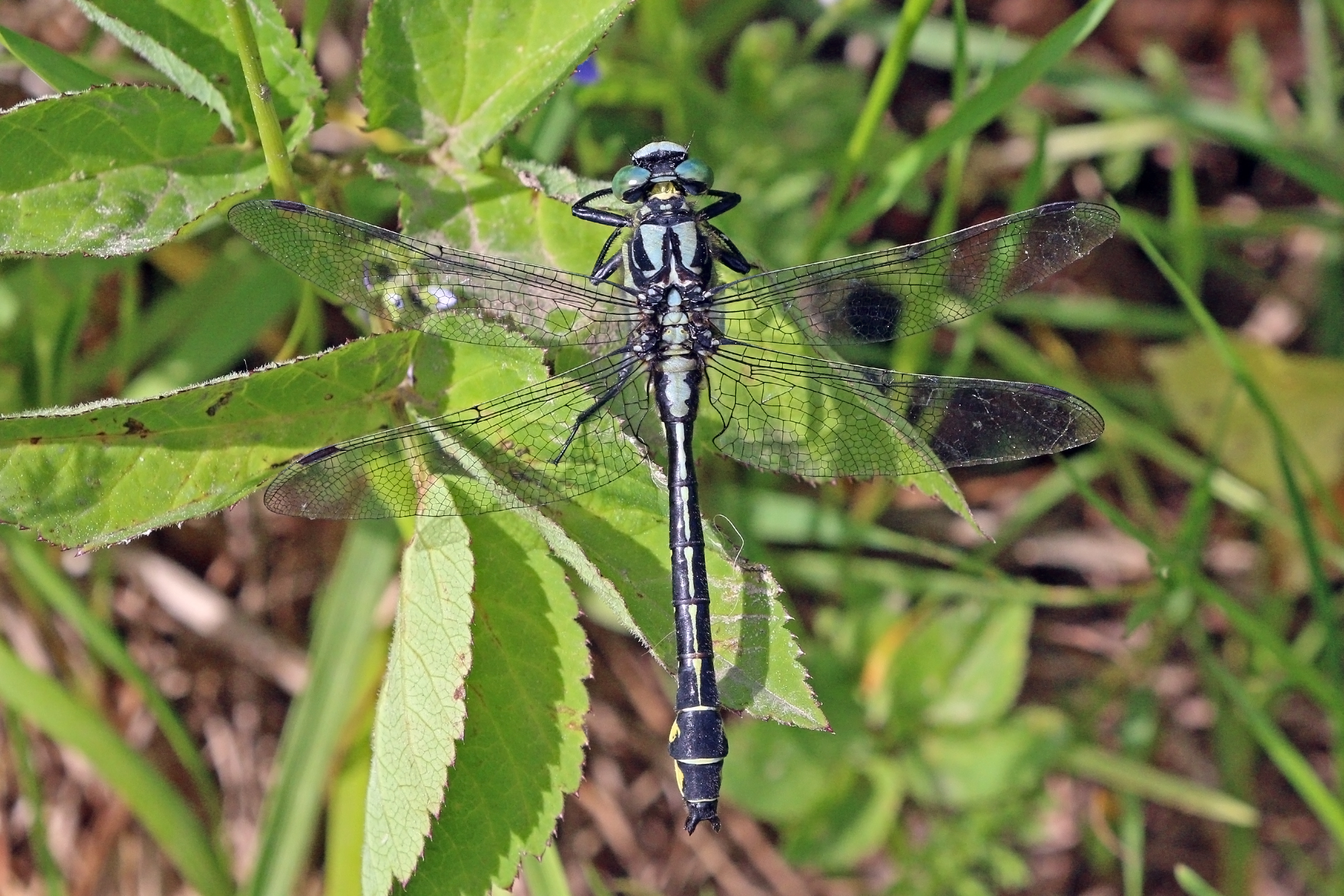
Gomphe vulgaire mâle.

### Autres espèces animales
Trente-deux autres espèces animales y ont été répertoriées : 
- un crustacé en 2008 : l'Écrevisse américaine (Faxonius limosus) ;
- trois mammifères : la Fouine (Martes foina), le Ragondin (Myocastor coypus) et le Renard roux (Vulpes vulpes) ;
- huit oiseaux : la Bécassine des marais (Gallinago gallinago), la Bouscarle de Cetti (Cettia cetti), le Canard colvert (Anas platyrhynchos), le Chevalier cul-blanc (Tringa ochropus), le Cincle plongeur (Cinclus cinclus), le Héron cendré (Ardea cinerea), le Martin-pêcheur d'Europe (Alcedo atthis) et le Tarin des aulnes (Spinus spinus) ;
- vingt poissons : l'Ablette (Alburnus alburnus), l'Anguille d'Europe (Anguilla anguilla), le Barbeau commun (Barbus barbus), la Bouvière (Rhodeus amarus), la Brème commune (Abramis brama), le Chabot commun (Cottus gobio), le Chevesne (Squalius cephalus), le Gardon (Rutilus rutilus), le Goujon (Gobio gobio), le Grand brochet (Esox lucius), la Grémille (Gymnocephalus cernua), la Lamproie de Planer (Lampetra  planeri), la Lamproie marine (Petromyzon marinus), la Loche franche (Barbatula barbatula), la Perche commune (Perca fluviatilis), la Perche soleil (Lepomis gibbosus), le Toxostome (Parachondrostoma toxostoma), la Truite fario (Salmo trutta), le Vairon (Phoxinus phoxinus) et la Vandoise (Leuciscus leuciscus).

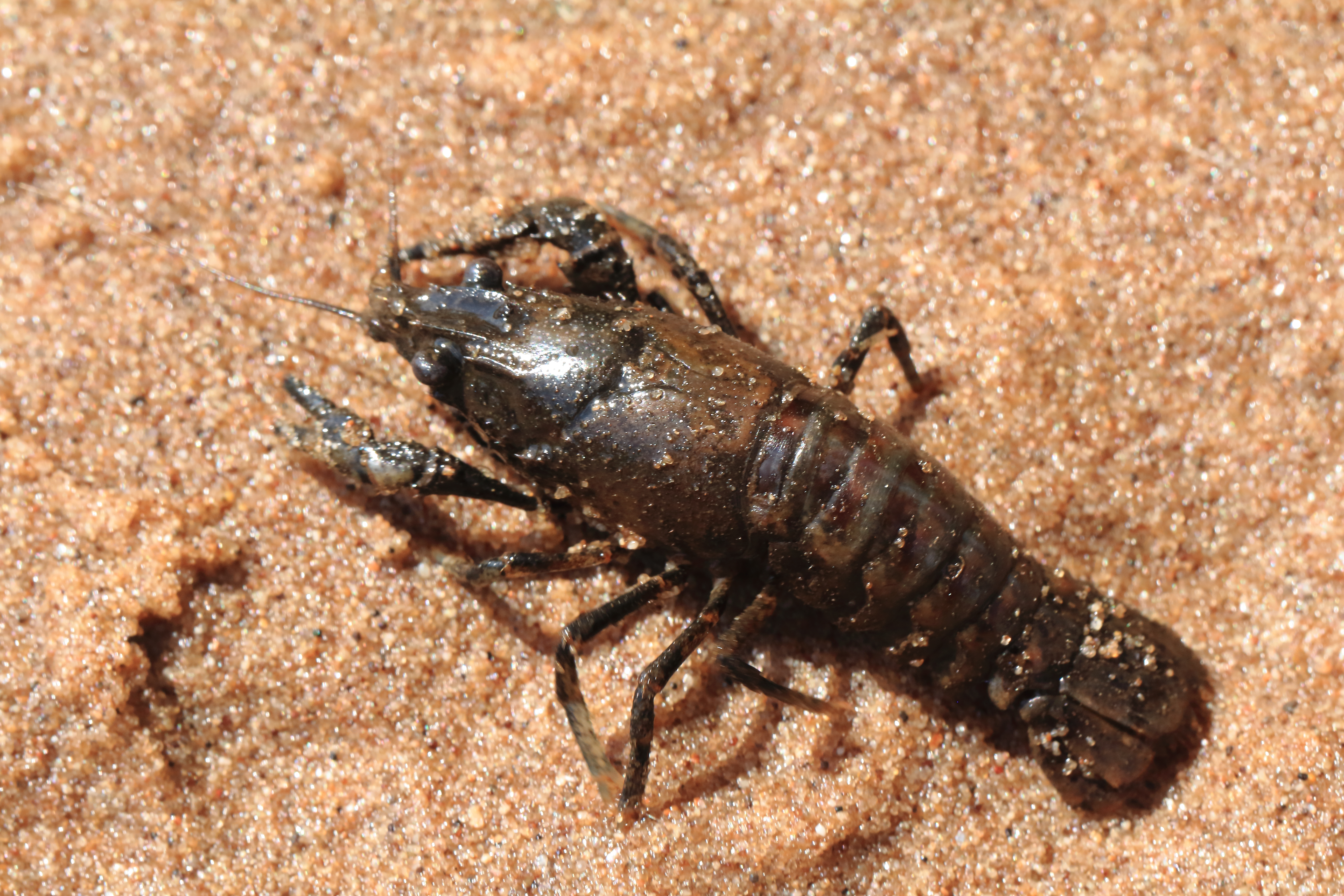
Écrevisse américaine.
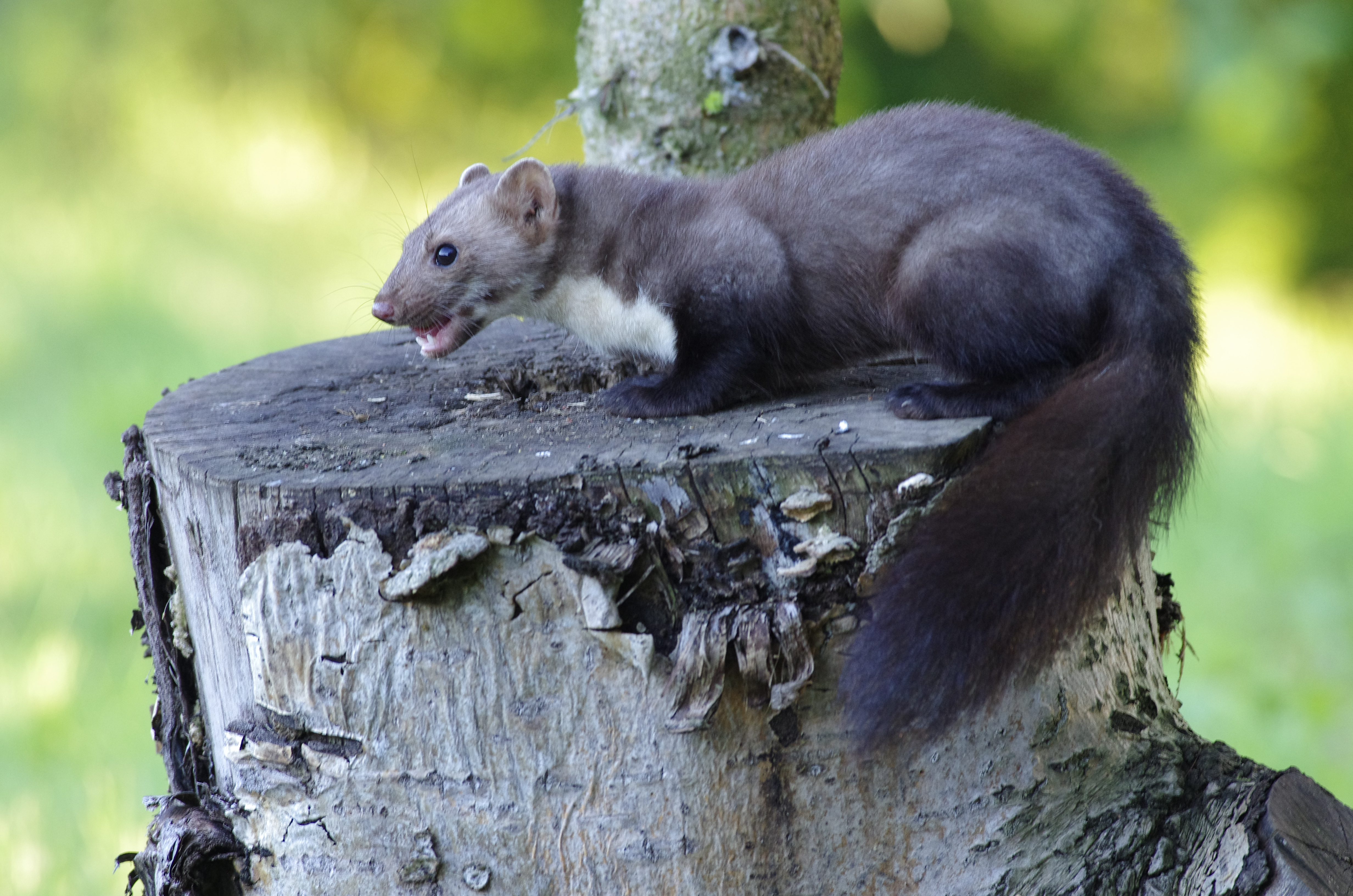
Fouine.
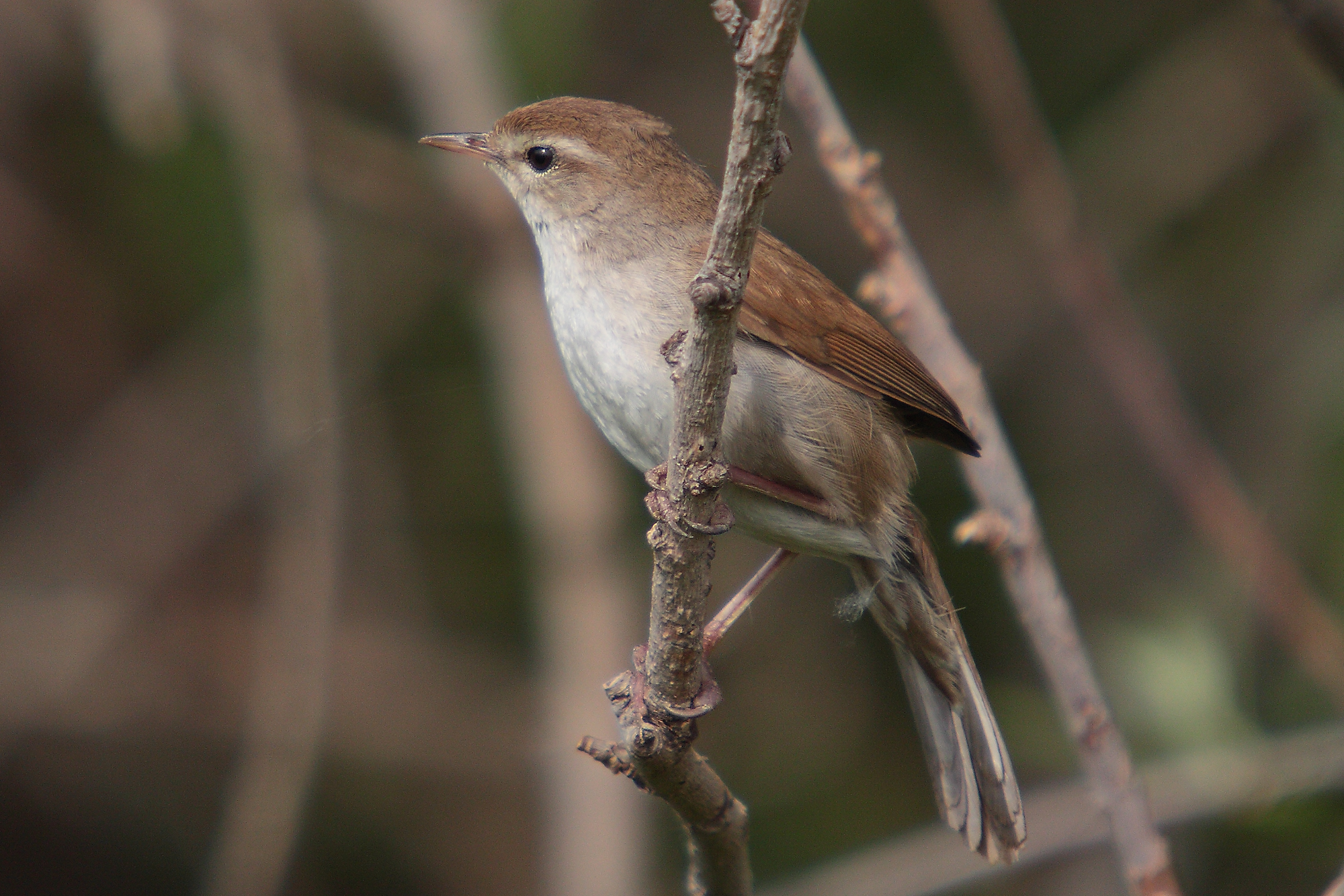
Bouscarle de Cetti.
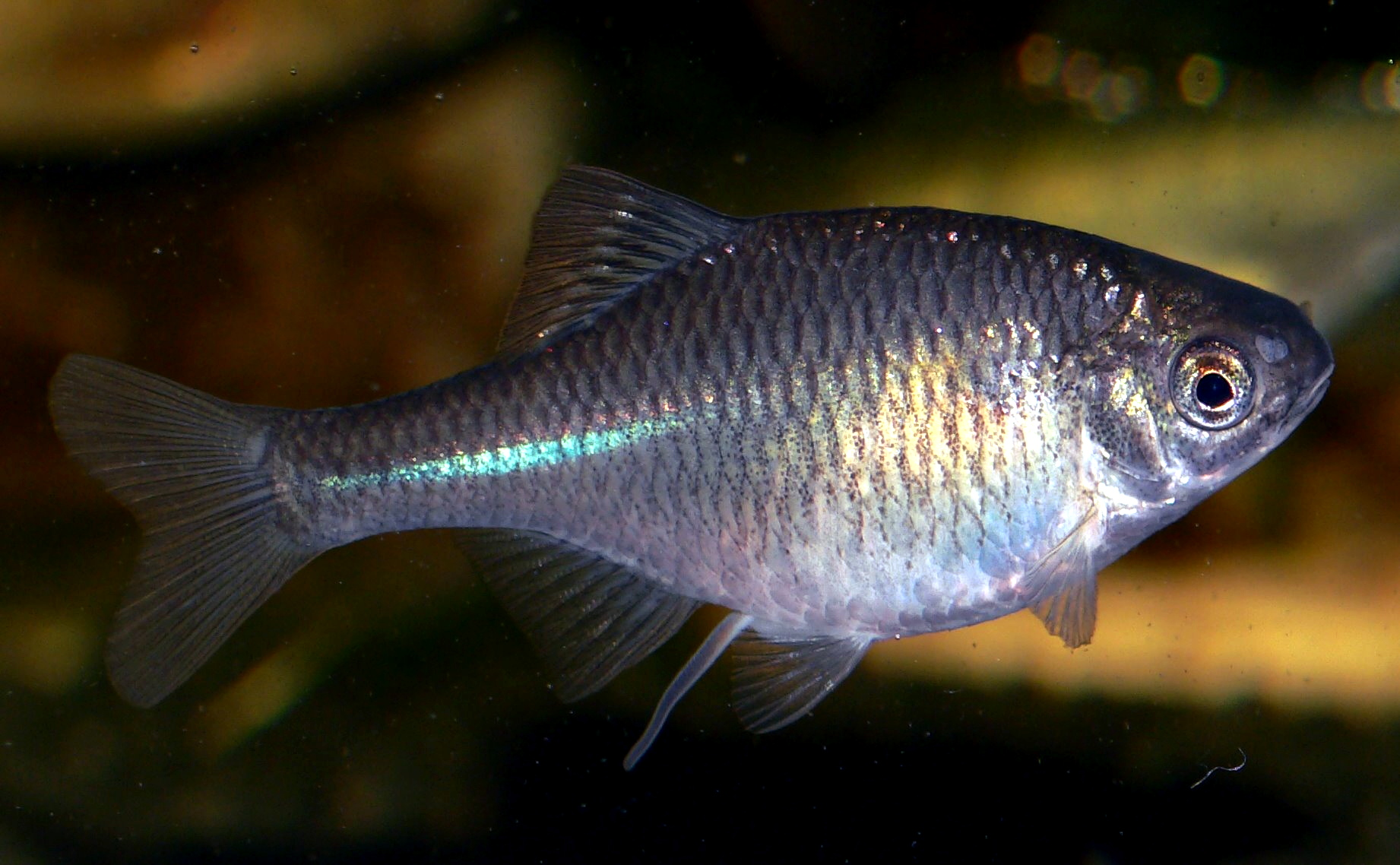
Bouvière.
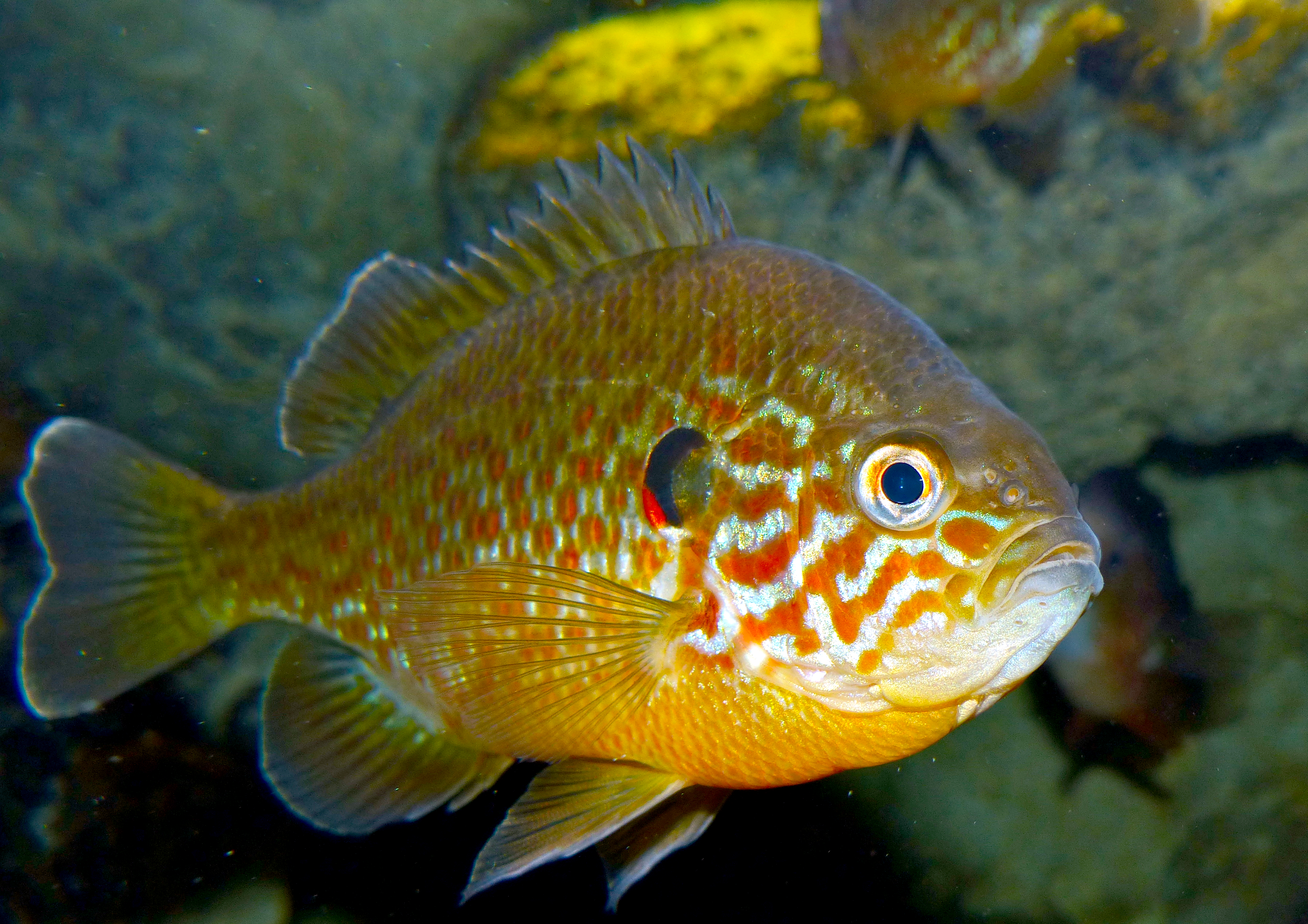
Perche soleil.

### Protection de la faune
Deux espèces de libellules de la ZNIEFF, la Cordulie à corps fin et le Gomphe de Graslin, sont protégées au titre de la Directive habitats de l'Union européenne  et donc sur l'ensemble du territoire français.
Une espèce d'oiseaux de la ZNIEFF, le Martin-pêcheur d'Europe, est protégée au titre de la Directive Oiseaux de l'Union européenne ; elle est donc protégée sur l'ensemble du territoire français, tout comme la Bouscarle de Cetti, le Chevalier cul-blanc et le Cincle plongeur.
Six espèces de poissons de la ZNIEFF, le Barbeau commun, la Bouvière, le Chabot commun, la Lamproie de Planer,  la Lamproie marine et le Toxostome, sont protégées au titre de la Directive habitats de l'Union européenne  et donc sur l'ensemble du territoire français, de même que le Grand brochet et la Vandoise.

## Flore

### Espèces végétales déterminantes
Trente-et-une espèces déterminantes végétales ont été recensées sur la ZNIEFF : vingt-neuf phanérogames entre 2009 et 2016 : la Balsamine des bois (Impatiens noli-tangere), la Berle dressée (Berula erecta), la Bugle de Genève (Ajuga genevensis), la Campanule étoilée (Campanula garganica), la Cardère velue (Dipsacus pilosus), Coincya monensis, la Crassule mousse (Crassula tillaea), l'Égopode podagraire (Aegopodium podagraria), l'Isnardie des marais (Ludwigia palustris), le Jonc à tiges comprimées (Juncus compressus), la Laîche à épis grêles (Carex strigosa), la Laîche aiguë (Carex acuta), la Laîche fausse-brize (Carex pseudobrizoides (en)), la Lentille d'eau à trois sillons (Lemna trisulca), la Lindernie rampante (Lindernia procumbens), la Lunaire vivace (Lunaria rediviva), la Luzule des bois (Luzula sylvatica), l'Osier rouge (Salix purpurea), le Persil des montagnes (Peucedanum oreoselinum), la Petite ciguë élevée (Aethusa cynapium subsp. elata), la Petite Renouée (Persicaria minor (en)), le Potamot des Alpes (Potamogeton alpinus), le Potamot filiforme (Potamogeton trichoides),  le Potamot perfolié (Potamogeton perfoliatus), la Pulmonaire semblable (Pulmonaria affinis), la Rorippe des Pyrénées (Rorippa pyrenaica), le Scirpe épingle (Eleocharis acicularis), le Souchet de Michel (Cyperus michelianus), le Souchet jaunâtre (Cyperus flavescens), ainsi que deux ptéridophytes en 2010 et 2015 : le Polypode austral (Polypodium cambricum) et le Polystic à aiguillons (Polystichum aculeatum).

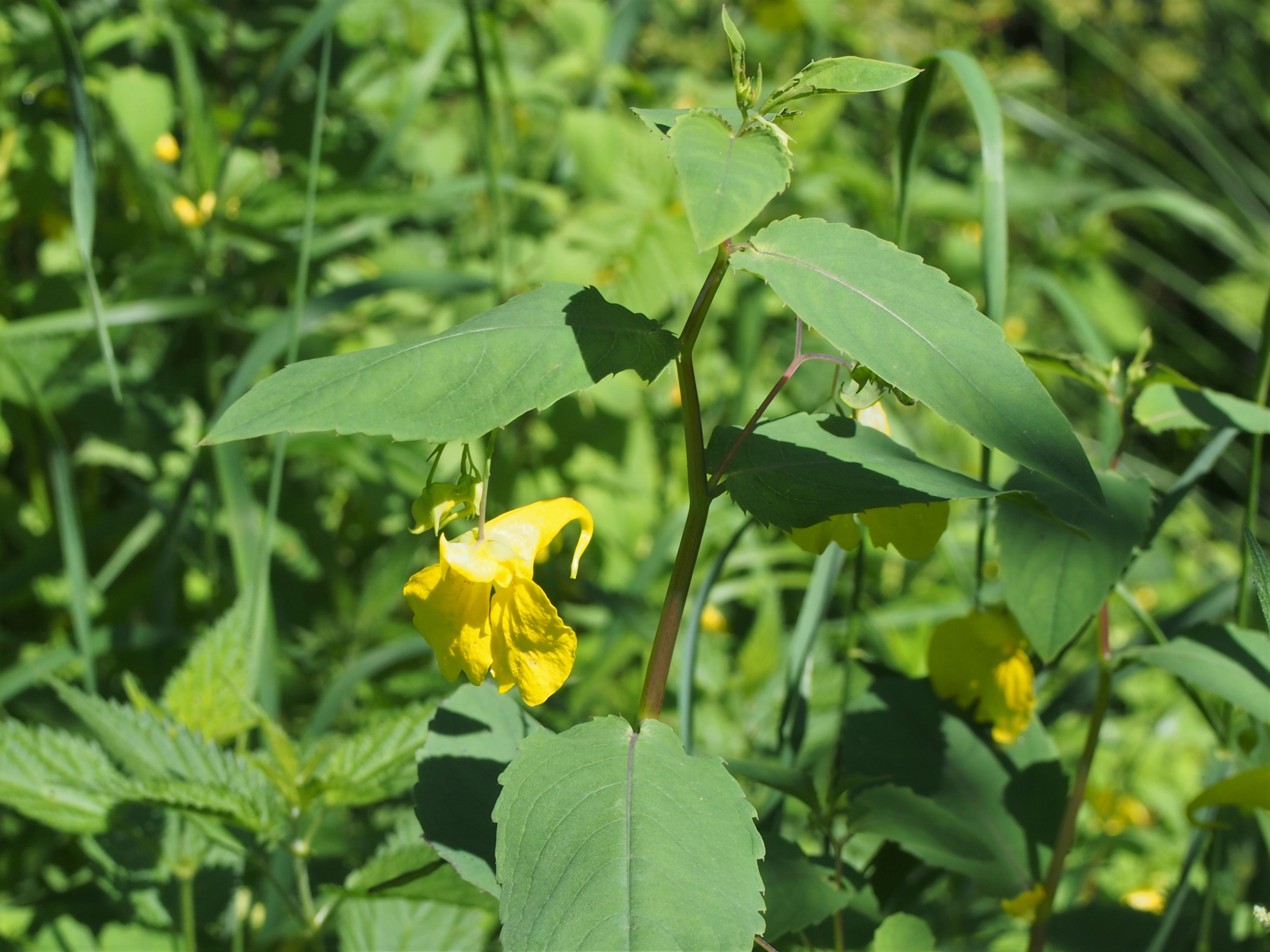
Balsamine des bois.
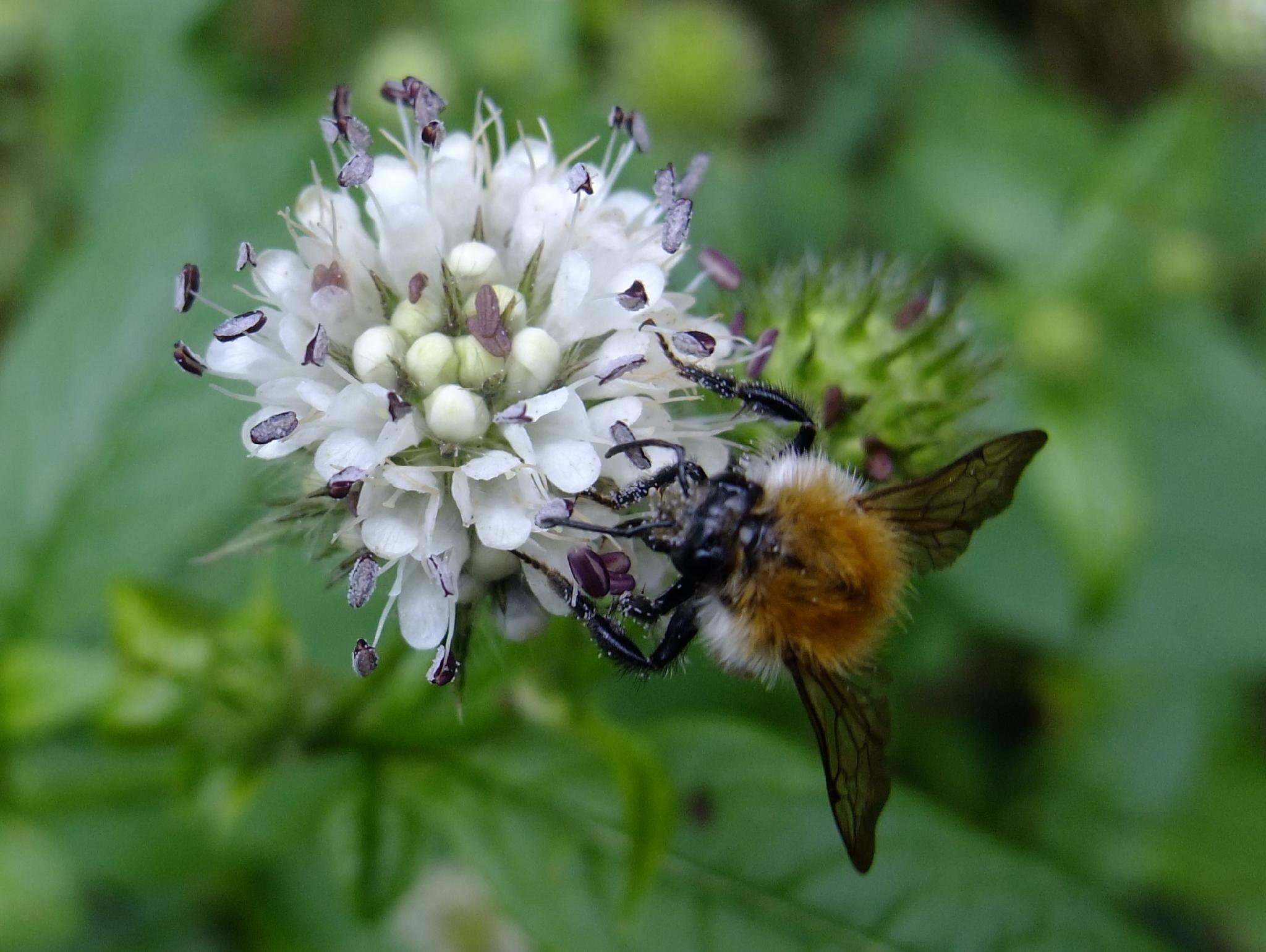
Inflorescence de Cardère velue.
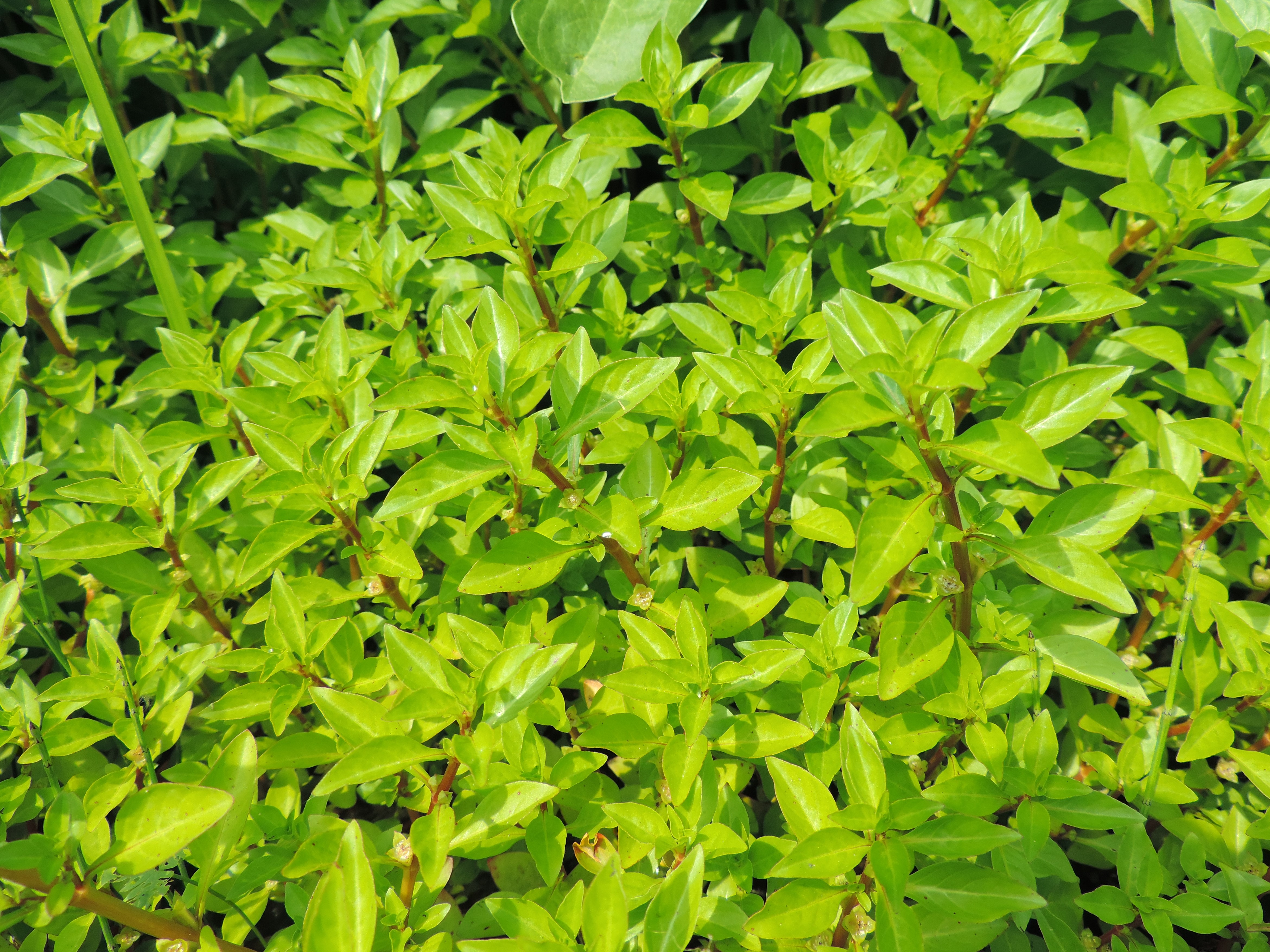
Isnardie des marais.
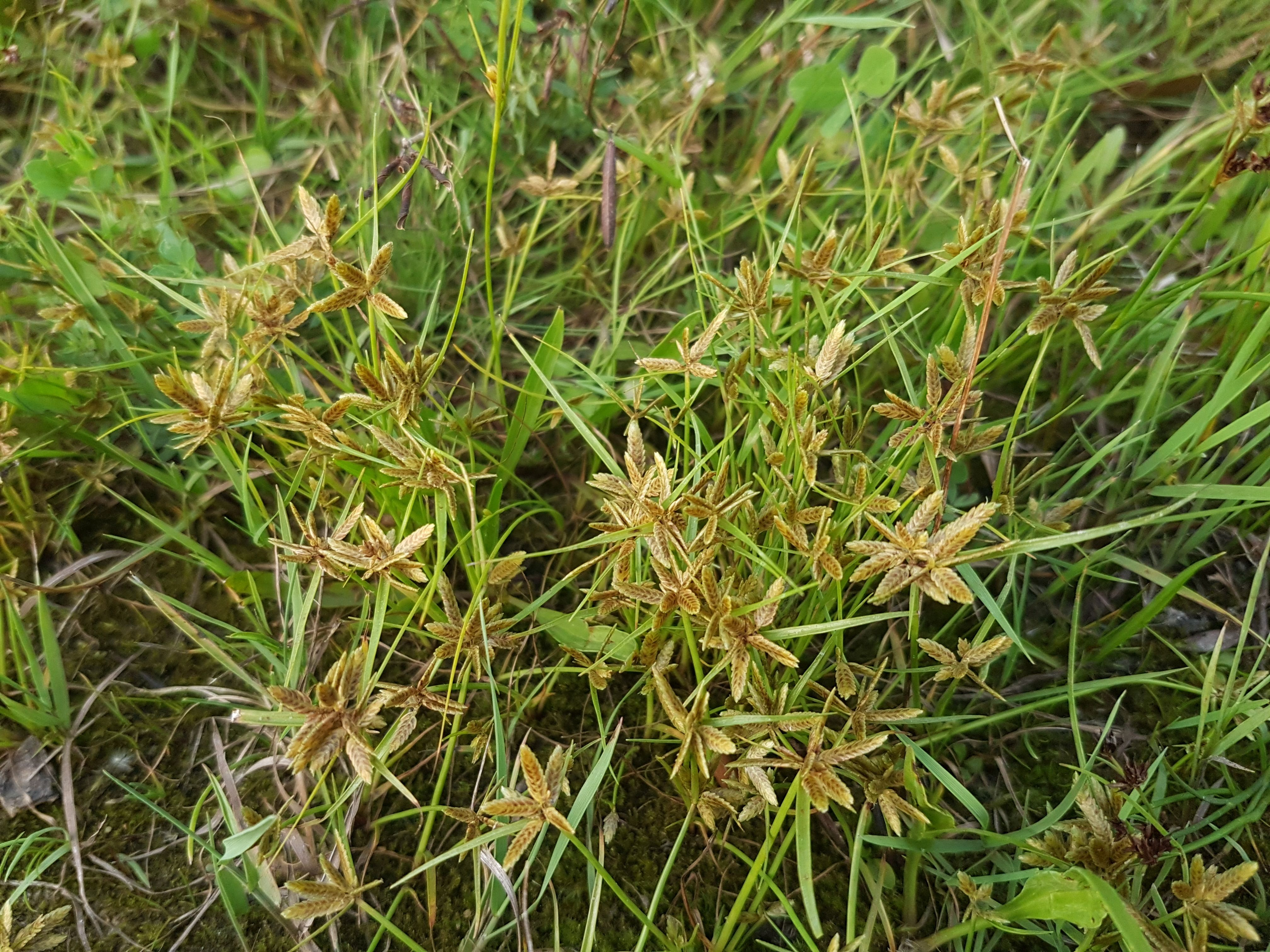
Souchet jaunâtre.
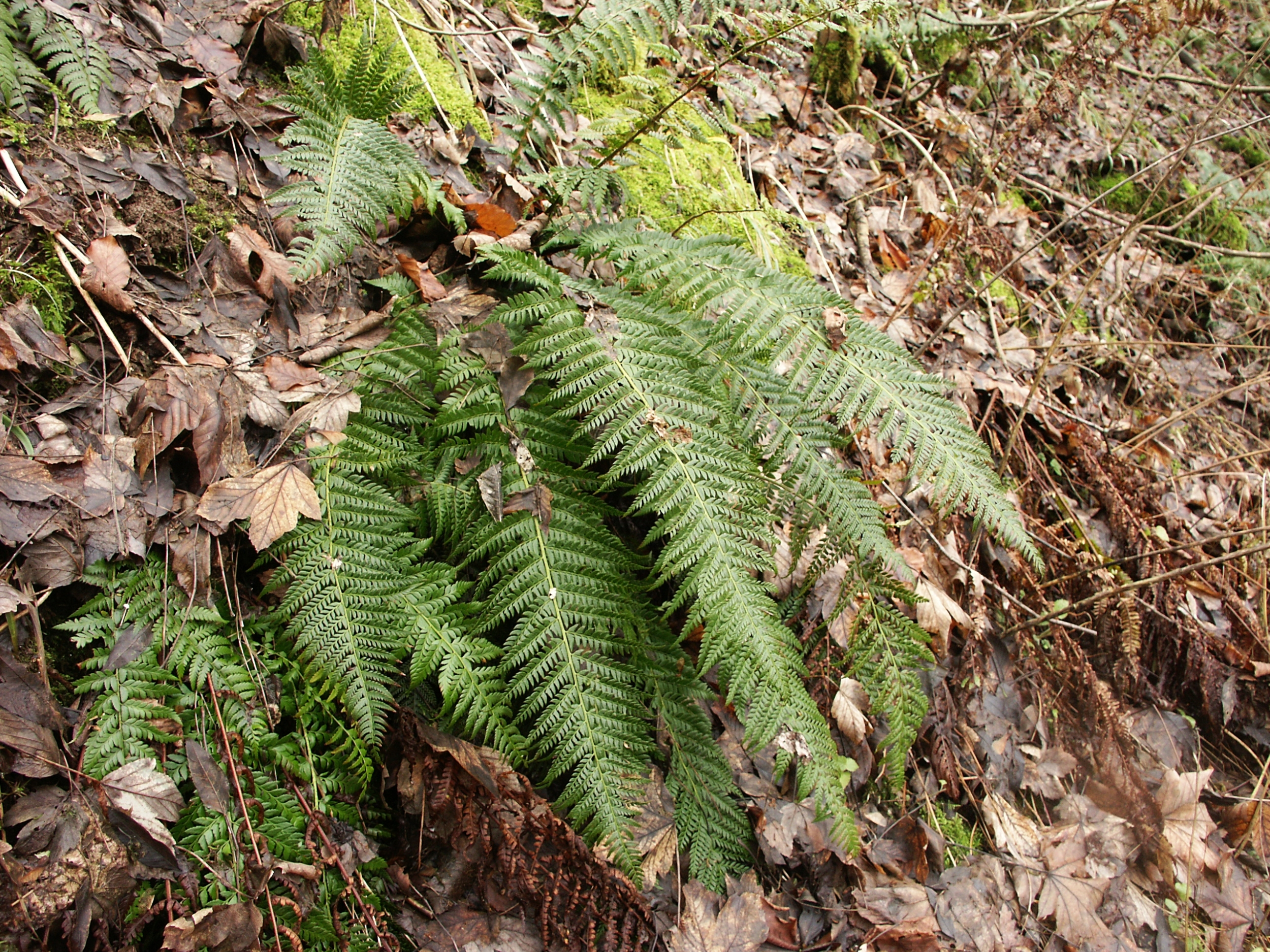
Polystic à aiguillons.

### Autres espèces végétales
Vingt-quatre autres espèces de phanérogames — non déterminantes — y ont été répertoriées, principalement en 2010 et 2013 : l'Alchémille oubliée (Aphanes australis), l'Amarante échancrée (Amaranthus blitum subsp. emarginatus), l'Ancolie commune (Aquilegia vulgaris), l'Aulne glutineux (Alnus glutinosa), la Berce de Sibérie (Heracleum sibiricum), le Brome dressé (Bromus erectus), le Cornifle nageant (Ceratophyllum demersum), le Cresson des marais (Rorippa palustris), l'Élodée de Nuttall (Elodea nuttallii), l'Épiaire des marais (Stachys palustris), l'Érable negundo (Acer negundo), le Frêne élevé (Fraxinus excelsior), la Jussie rampante (Ludwigia peploides), la Knautie d'Auvergne (Knautia arvernensis), la Laîche espacée (Carex remota), la Laîche faux souchet (Carex pseudocyperus), la Lentille d'eau à nombreuses racines (Spirodela polyrhiza), la Lindernie fausse-gratiole (Lindernia dubia), l'Ornithogale des Pyrénées (Ornithogalum pyrenaicum), le Peuplier noir (Populus nigra), le Potamot de Berchtold (Potamogeton berchtoldii), le Potamot pectiné (Stuckenia pectinata), le Trèfle strié (Trifolium striatum) et la Véronique des montagnes (Veronica montana).

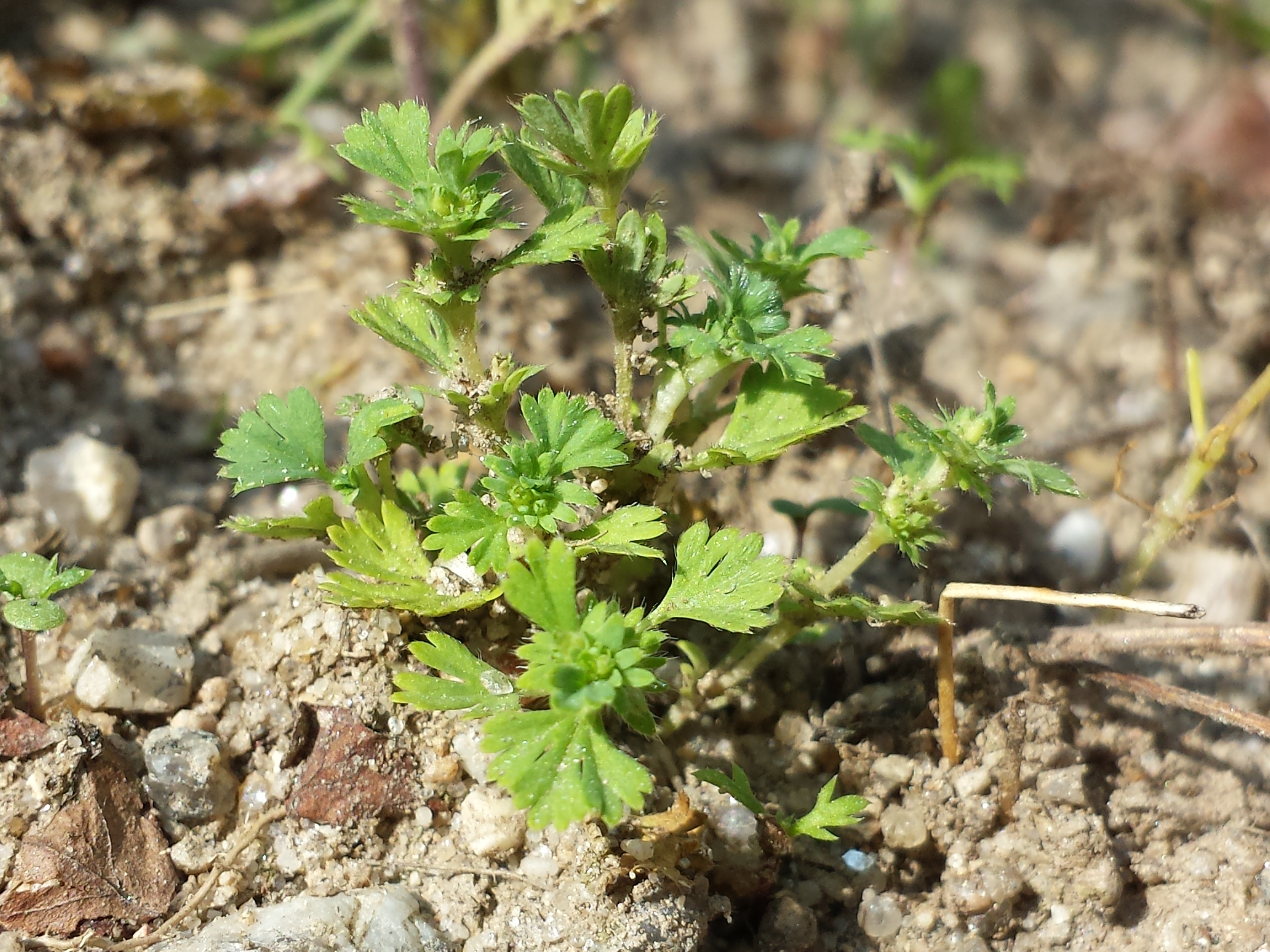
Alchémille oubliée.
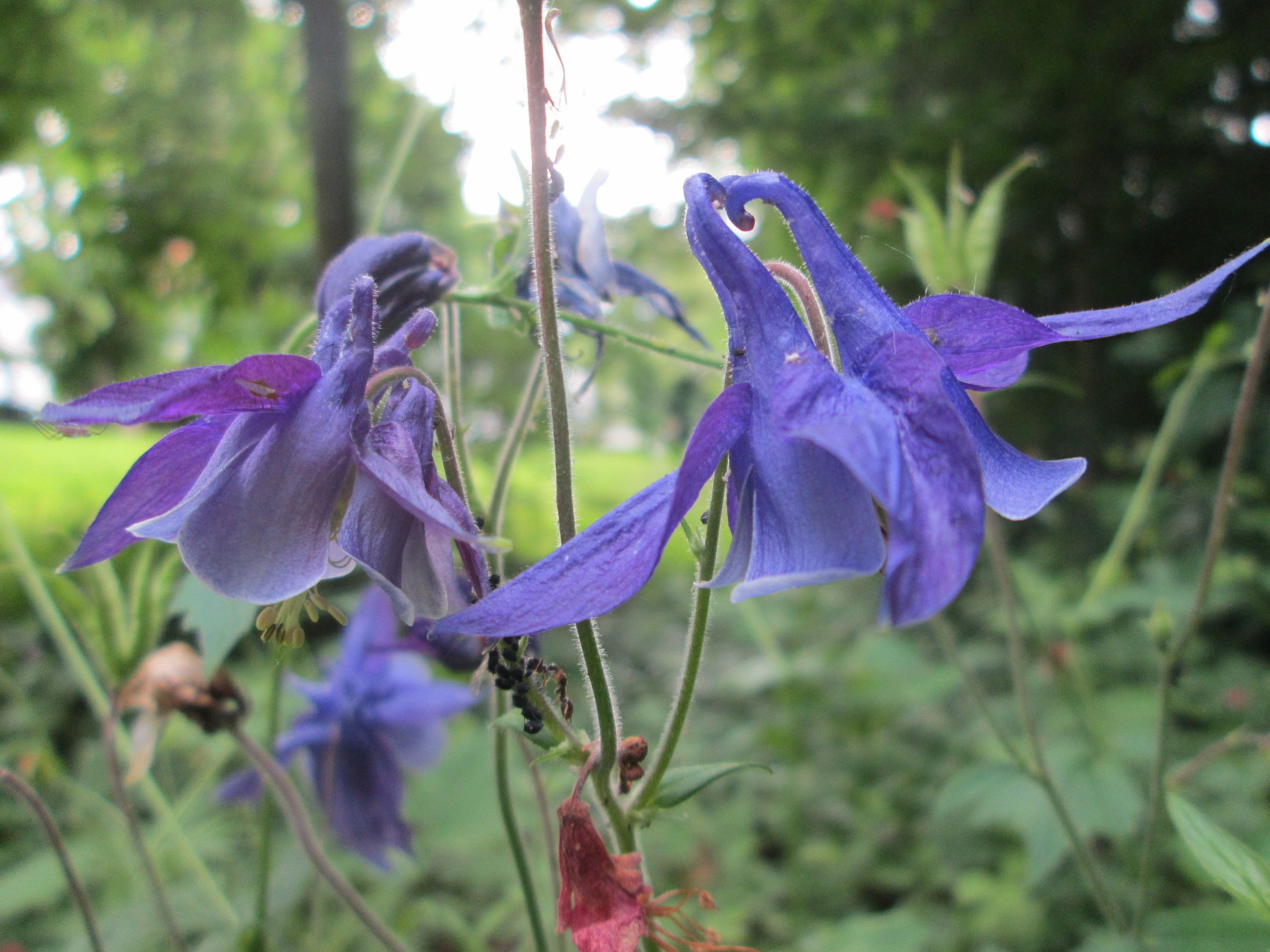
Fleurs d'Ancolie commune.
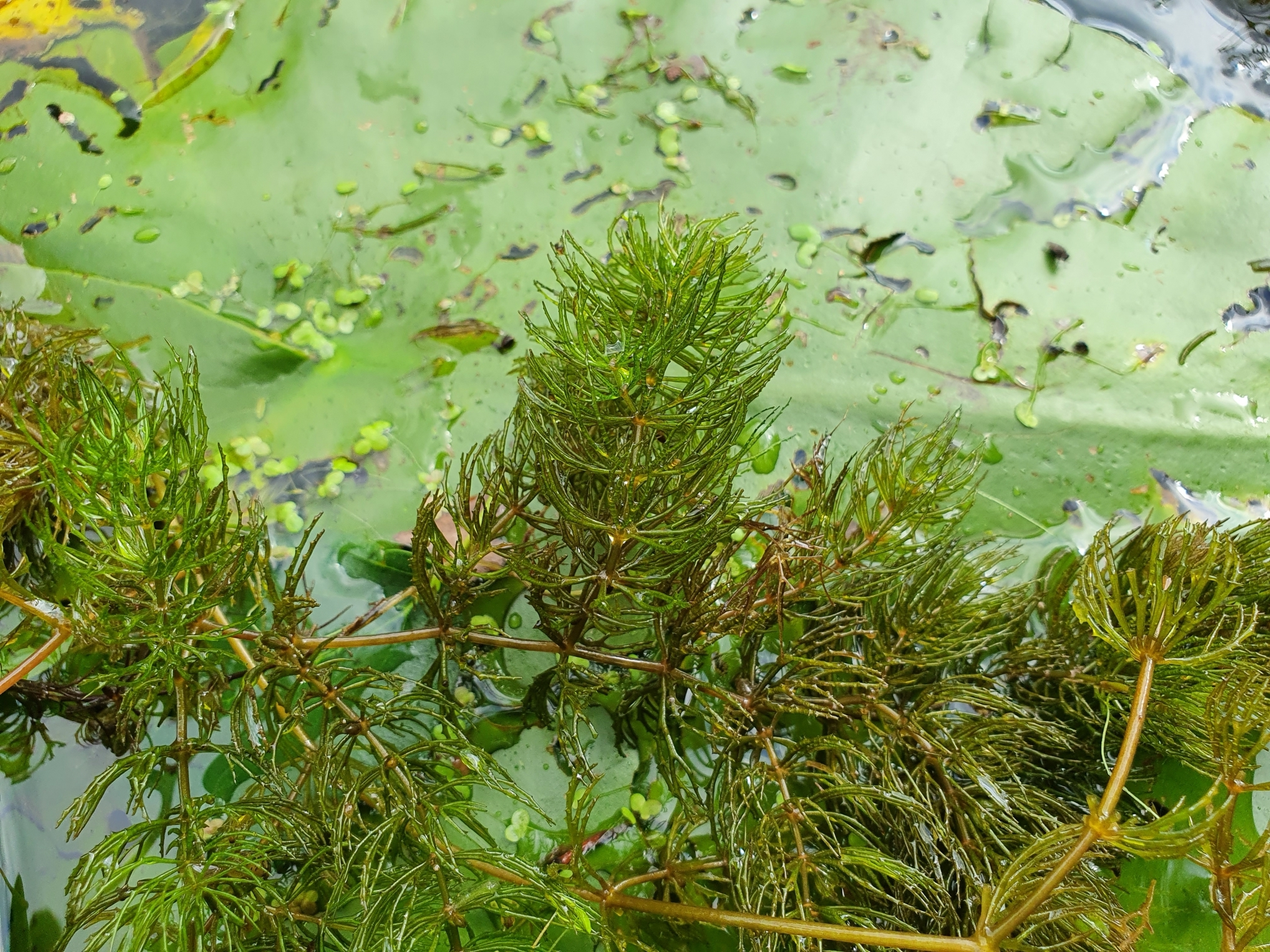
Cornifle nageant.
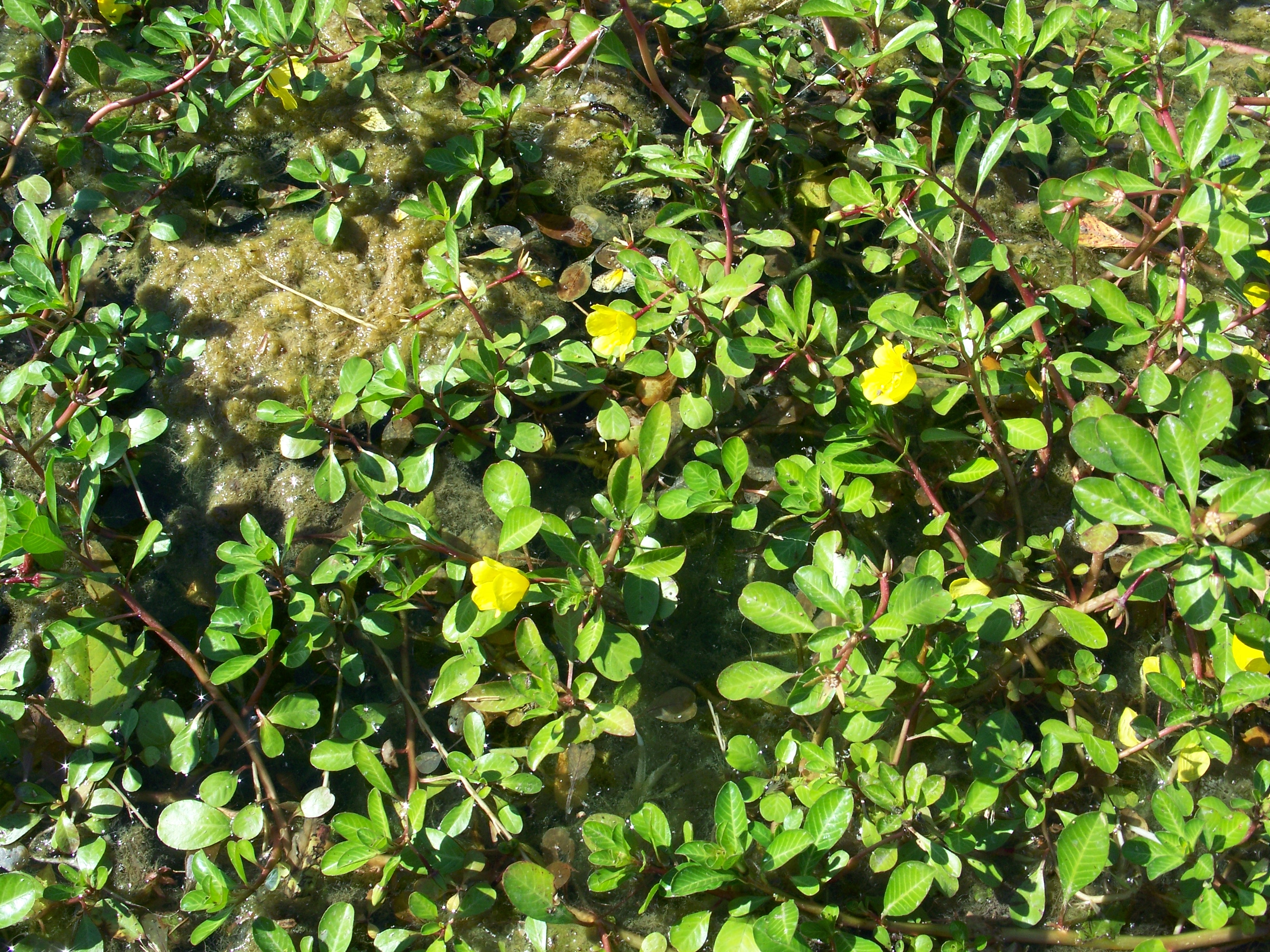
Jussie rampante.
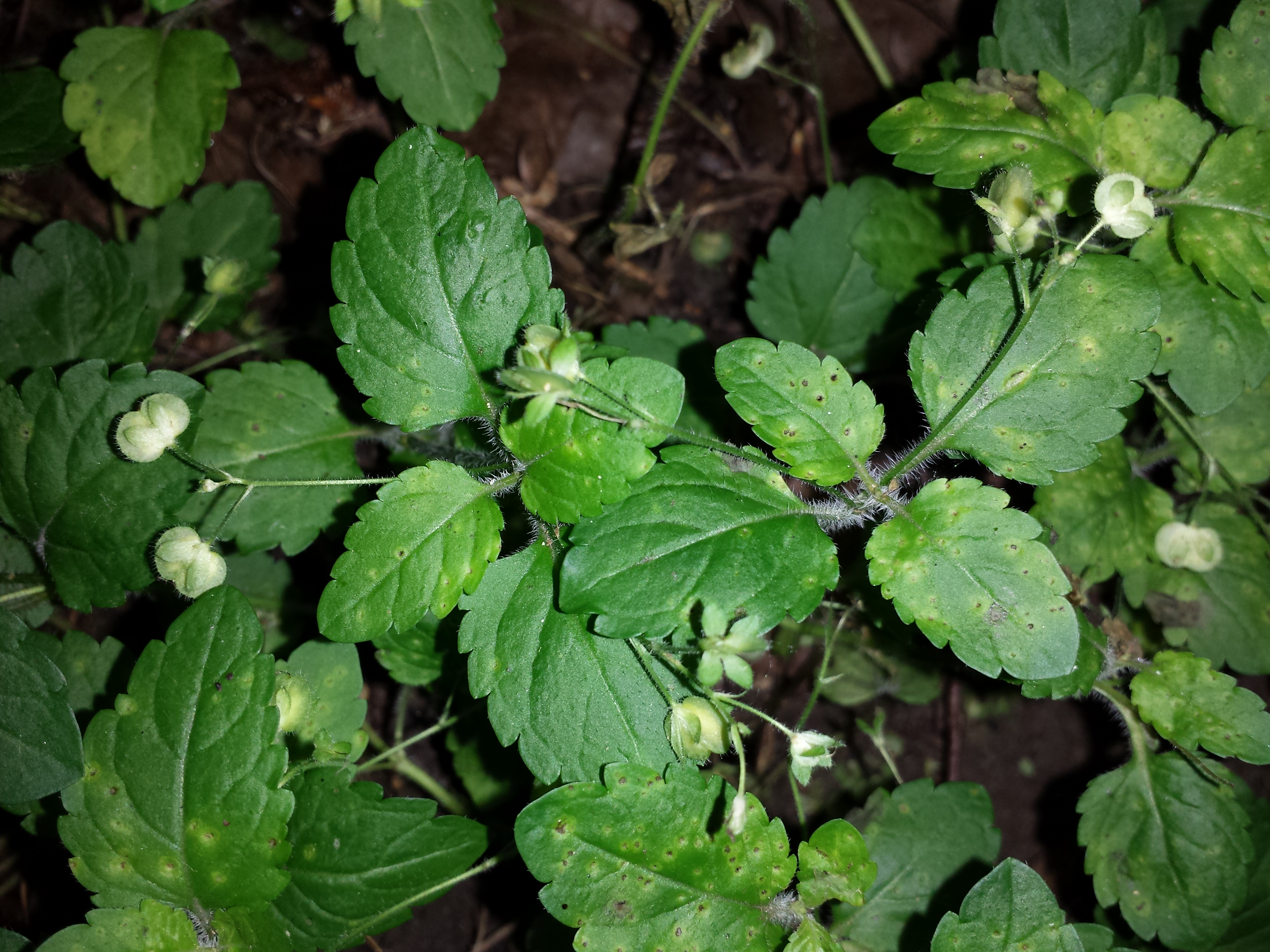
Véronique des montagnes.

### Protection de la flore
Une espèce végétale de la ZNIEFF, la Lindernie des marais (Lindernia procumbens), est protégée au titre de la Directive habitats de l'Union européenne et donc sur l'ensemble du territoire français métropolitain, ainsi que la Laîche fausse-brize (Carex pseudobrizoides (en)).

## Espaces connexes

### Natura 2000
Le territoire de la ZNIEFF des Couasnes de Saint-Julien-de-Lampon est partiellement compris dans celui de la zone Natura 2000 « La Dordogne », limitée aux départements de la Dordogne et de la Gironde, et qui concerne les 104 communes de ces deux départements riveraines de la Dordogne,. Seize espèces animales et une espèce végétale inscrites à l'annexe II de la directive 92/43/CEE de l'Union européenne y ont été répertoriées.

### ZNIEFF
Le territoire de la ZNIEFF des Couasnes de Saint-Julien-de-Lampon est compris intégralement dans celui de la ZNIEFF de type II « La Dordogne », à l'extrémité orientale de cette dernière,.